# میشائیل آنده
میشائیل آنده (انگلیسی: Michael Ande؛ زادهٔ ۵ اکتبر ۱۹۴۴) یک هنرپیشه اهل آلمان است.
از فیلم‌ها یا برنامه‌های تلویزیونی که وی در آن نقش داشته است می‌توان به شب بخیر مامان اشاره کرد.